# Diplodasys minor
Diplodasys minor is een buikharige uit de familie Thaumastodermatidae. Het dier komt uit het geslacht Diplodasys. Diplodasys minor werd in 1936 voor het eerst wetenschappelijk beschreven door Remane. 